# Chiesa di San Gavino Martire (San Gavino Monreale)
La chiesa di San Gavino Martire è situata in zona Nurazzeddu, ai margini del paese di San Gavino Monreale, nella provincia del Sud Sardegna in Sardegna. Svolse il ruolo di parrocchia fino al 1580 e di cappella dell'attiguo camposanto fino al 1921. Dal 1957 è custodita dalle Suore del Cenacolo Cuore Addolorato e Immacolato di Maria. Oltre a quel che rimane dell'originaria struttura gotica trecentesca, è di un certo interesse per il fatto che nel 1981, il professor Francesco Cesare Casula individuò sui quattro peducci pensili dell'abside i ritratti coevi della giudicessa Eleonora d'Arborea, di suo padre Mariano IV, del fratello maggiore Ugone III e del consorte Brancaleone Doria.

## Storia e descrizione

Mariano IV e Ugone III

La chiesa fu edificata da maestranze pisane nel 1347 all'inizio del giudicato di Mariano IV d'Arborea (1347-1375) - sicuramente per sua disposizione -, che, devoto al martire san Gavino, era solito soggiornare con la moglie Timbora e i figli Ugone, Beatrice, Eleonora nel vicino castello di Monreale. Il borgo di San Gavino Monreale si sviluppò intorno alla chiesa. Fu consacrata nel 1387, mentre regnava Eleonora.
Il prospetto principale mostra una sobria struttura quadrangolare con un piccolo campanile a vela, su cui si apre una bifora. L'interno è rettangolare, a navata unica, sul modello delle basiliche francescane di Assisi e Cortona. Alcuni radicali rimaneggiamenti settecenteschi hanno messo in opera un nuovo strato di malta sui muri laterali, al fine di reggere in modo ottimale la volta a botte che prende il posto del primitivo tetto di legno a capriate. Rimangono solo due monofore ogivali, di cui una nell'abside.
Negli anni cinquanta del Novecento è stato rinnovato il pavimento che, secondo le voci popolari, nasconde una cripta, contenente i sepolcri degli ultimi sovrani arborensi de Serra Bas. Gli scrittori Bianca Pitzorno, Francesco Cesare Casula e il ricercatore sangavinese Antonio Casti ritengono possibile questa ipotesi.
Fu proprio il professor Casula, come detto, a scoprire, nei quattro peducci pensili calcarei dell'abside i ritratti degli ultimi giudici di Arborea: evento importante, poiché soltanto di Mariano IV si conosceva un'immagine, in età giovanile, inserita nel polittico della chiesa di San Nicola (Ottana). Anche un frammento di affresco, nel monastero oristanese di Santa Chiara, mostra il ventiseienne Mariano, non ancora giudice, offrire il primogenito Ugone alla protezione della religiosa di Assisi. Il primo peduccio di sinistra rappresenta, dunque, in maniera realistica, il volto di Mariano, con scettro, corona e stemma (l'albero diradicato di Arborea). Seguono le effigi del figlio ed erede Ugone III (1375-1383), di Eleonora (1383-1404) (singolarmente con i capelli sciolti sulle spalle e, forse, una cicatrice sulla guancia destra) e del marito Brancaleone Doria. Tutte le raffigurazioni della famosa giudicessa sono "di fantasia" e posteriori alla sua morte (il soggetto di una di queste, addirittura, era Giovanna la Pazza).